# Гремячевское сельское поселение (Кировская область)
Гремя́чевское се́льское поселе́ние  — муниципальное образование в составе Вятскополянского района Кировской области России.
Центр — деревня Гремячка.

## История
Гремячевское сельское поселение образовано 1 января 2006 года согласно Закону Кировской области от 07.12.2004 № 284-ЗО.

## Население
| 2010 | 2012 | 2013 | 2014 | 2015 | 2016 | 2017 |
| ---- | ---- | ---- | ---- | ---- | ---- | ---- |
| 450  | ↘429 | ↘417 | ↘402 | ↗416 | →416 | ↘400 |
| 2018 | 2019 | 2020 | 2021 |      |      |      |
| ↘398 | ↘382 | ↗387 | ↘328 |      |      |      |

## Состав
В состав поселения входят 3 населённых пункта (население, 2010):
- деревня Гремячка — 181 чел.;
- деревня Новая Малиновка — 37 чел.;
- деревня Старая Малиновка — 232 чел.